# Skoki do wody na Letnich Igrzyskach Olimpijskich 2008 – trampolina 3 m synchronicznie kobiet
Konkurs skoków do wody z trampoliny 3 m kobiet synchronicznie podczas Letnich Igrzysk Olimpijskich 2008 rozegrany został 10 sierpnia. Zawody rozgrywane były w Pływalni Olimpijskiej.

## Format
Każda para wykonuje 5 skoków które są oceniane przez 9 sędziów z których 4 ocenia zawodników a pięciu ocenia synchronizację skoków.
Do końcowej oceny brane są pod uwagę środkowe oceny każdego z zawodników oraz trzy środkowe oceny synchronizacji. Z pięciu ocen wyliczana jest średnia, która mnozona jest przez 3 a następnie mnożona przez współczynnik trudności.

## Terminarz
Czas w Pekinie (UTC+08:00)
| Data             | Godzina | Runda |
| ---------------- | ------- | ----- |
| 10 sierpnia 2008 | 14:30   | Finał |

## Wyniki
| Pozycja | Zawodniczki                                          | Finał  | Finał  | Finał  | Finał  | Finał  | Suma punktów |
| Pozycja | Zawodniczki                                          | Skok 1 | Skok 2 | Skok 3 | Skok 4 | Skok 5 | Suma punktów |
| ------- | ---------------------------------------------------- | ------ | ------ | ------ | ------ | ------ | ------------ |
| złoto   | Chiny · Guo Jingjing · Wu Minxia                     | 52,80  | 57,60  | 75,60  | 81,90  | 75,60  | 343,50       |
| srebro  | Rosja · Julia Pakalina · Anastazja Pozdniakowa       | 52,80  | 51,00  | 69,30  | 77,43  | 73,08  | 323,61       |
| brąz    | Niemcy · Ditte Kotzian · Heike Fisher                | 51,00  | 51,60  | 69,60  | 70,20  | 76,50  | 318,90       |
| 4.      | Stany Zjednoczone · Kelci Bryant · Ariel Rittenhouse | 52,80  | 51,00  | 69,30  | 69,30  | 72,00  | 314,40       |
| 5.      | Australia · Briony Cole · Sharleen Stratton          | 52,20  | 51,60  | 68,04  | 67,50  | 72,00  | 311,34       |
| 6.      | Włochy · Noemi Batki · Francesca Dallape             | 48,00  | 51,60  | 68,40  | 70,20  | 58,50  | 296,70       |
| 7.      | Ukraina · Maria Wołoszczenko · Anna Pismenska        | 49,80  | 48,00  | 63,90  | 65,70  | 65,70  | 293,10       |
| 8.      | Wielka Brytania · Tandi Gerrard · Hayley Sage        | 46,80  | 48,60  | 53,76  | 65,25  | 63,84  | 278,25       |